# Altın Gün
Altın Gün is een Amsterdamse band die hun eigen bewerkingen van Turkse psychedelische muziek en traditionals speelt. Hun debuutalbum On kwam in 2018 uit bij Bongo Joe Records. Altın Gün's tweede album Gece (2019) werd genomineerd voor een Grammy en werd opgenomen in de Best of 2019 van AllMusic. De naam van de band betekent Gouden Dag.

## Geschiedenis
De band werd opgericht door Jasper Verhulst. Verhulst kwam in aanraking met Turkse psychedelische folk toen hij in 2015 een plaat van Selda Bağcan ontdekte. Toen Verhulst later op tournee in Istanboel was, kocht hij een aantal Turkse psychedelische folk-platen. Hij kreeg toen het idee om een Turkse psychfolk-band te beginnen. Zanger en saz-speler Erdinç Ecevit werd erbij gevraagd en later kwamen Merve Daşdemir (zangeres), gitarist Ben Rider en percussionist Gino Groeneveld erbij. In 2017 verscheen het debuutalbum On, gevolgd door de single Goca Dunya. In 2019 verschijnt het nieuwe album, Gece. In Europa kwam deze uit via Glitterbeat Records en in de Verenigde Staten en Canada via ATO Records. De band tekende bij ATO nadat ze door het label ontdekt waren tijdens Gizzfest 2018 in Australië. Als eerste single van dit album verscheen Süpürgesi Yoncadan.
In november 2019 werd bekendgemaakt dat Gece een nominatie kreeg voor de Grammy Awards 2020 in de categorie Best World Music Album. Het album belandde tevens op AllMusic's lijst van Best of 2019.
In februari 2021 verscheen Yol , het derde album van de band. Op dit album ligt de nadruk meer op electro, disco en vintage synthesizers. Dit ontstond mede door de lockdown vanwege de coronapandemie, waardoor er meer vanuit huis aan het album gewerkt moest worden. Ieder bandlid nam thuis zijn sporen op om deze in ruim een week tijd af te mixen in Studio Katzwijm. Het album is mede-geproduceerd door het Belgische duo Asa Moto. In juli van datzelfde jaar bracht de band het album Âlem exclusief op muziekstreamingdienst Bandcamp uit. De opbrengsten werden herverdeeld aan "Moeder Aarde".
Op 27 oktober 2022 werd Leylim Ley, een single voor hun aanstaande album, vrijgegeven. Twee maanden later, op 11 januari 2023, bracht de band hun tweede single voor dit album uit, Rakıya Su Katamam. Hierbij kondigde de groep aan dat hun vierde studio-album Aşk op 10 maart van datzelfde jaar zou verschijnen In 2024 gaan de band en zangeres Merve uit elkaar en gaat Altın Gün verder als vijfmans-formatie..

## Stijl
De band speelt voornamelijk Turkse psychedelische folkrock, een genre dat in de jaren zestig en zeventig is ontstaan als mengeling van westerse rockmuziek van bands als The Doors en Led Zeppelin, en traditionele Turkse volksmuziek. Altın Gün maakt eigen interpretaties van nummers uit deze tijd.

## Samenstelling
- Basgitaar - Jasper Verhulst
- Zang, bağlama en keyboard - Erdinç Ecevit
- Drums – Daniel Smienk
- Percussie - Chris Bruining
- Gitaar - Thijs Elzinga

## Discografie
- On (2018)
- Gece (2019)
- Yol (2021)
- Âlem (2021)
- Aşk (2023)